# Bolgare
Bolgare är en ort och kommun i provinsen Bergamo i regionen Lombardiet i Italien. Kommunen hade 6 309 invånare (2018).